# Teddy Riner
Teddy Pierre-Marie Riner (nascut el 7 d'abril del 1989 a Les Abymes, a la Guadalupe francesa) és un judoka francès en categoria de més de 100 kg (pesos pesants), premiat com a campió olímpic al 3 d'agost del 2012 a Londres

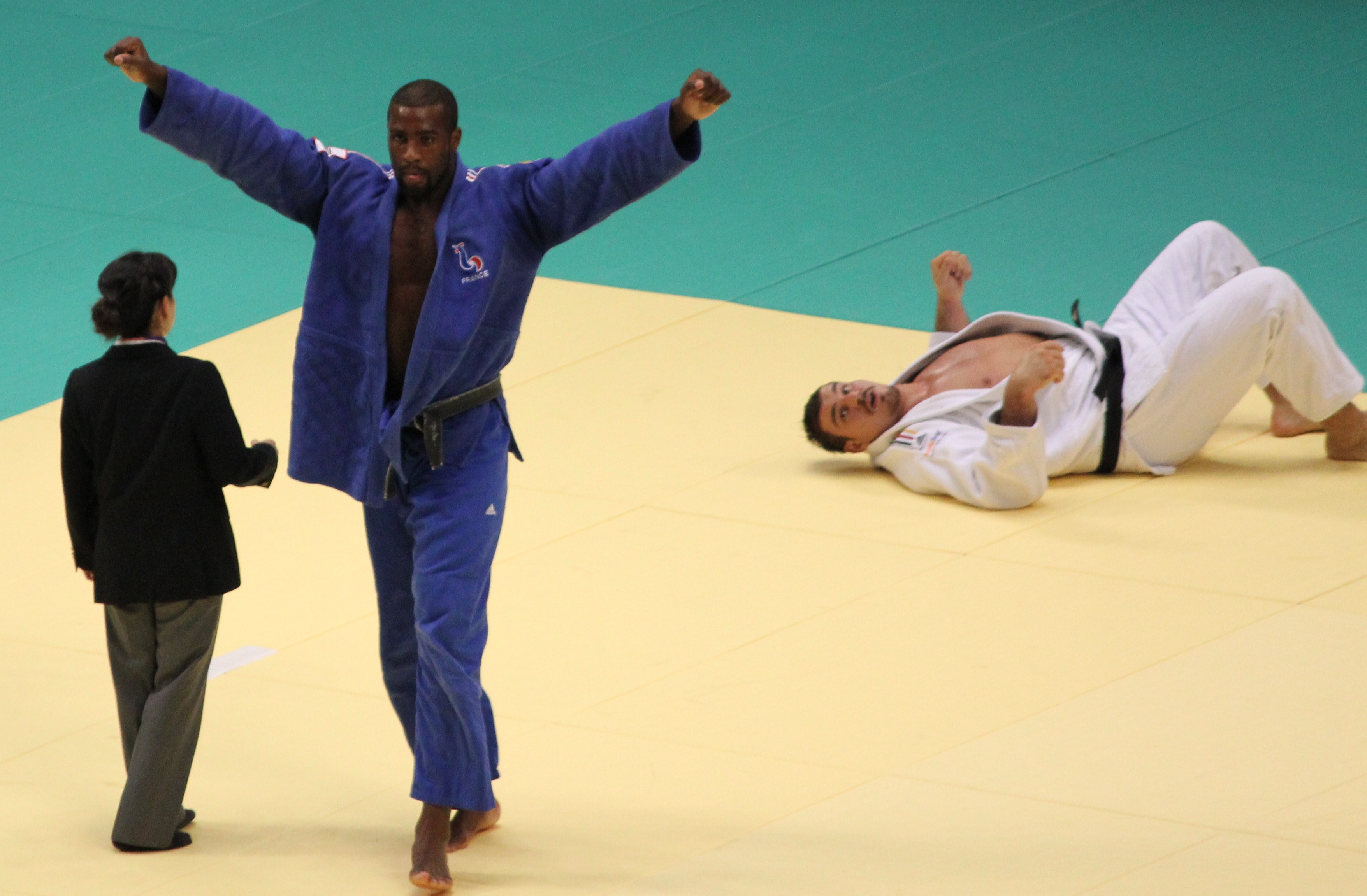
Campionats del Món de judo de Tokio 2010

Més alt que la mitjana de judoques de la seva mateixa categoria (2,04 m i 132 kg), amb tan sols 26 anys, ja té en possessió 8 títols de campionat del món, aconseguits per ordre a Rio de Janeiro el 2007, París el 2008, Rotterdam el 2009, Tokyo el 2010, París el 2011,Rio de Janeiro al 2013, Cheliabinsk al 2014 i Astana al 2015
En possessió del rècord del món de títols en la categoria home (8 títols), només ha de lamentar dues derrotes en campionat internacional d'elit: 3a volta de la competició de pesos pesants als Jocs Olímpics del 2008 davant del seu rival Abdullo Tangriev, i el 13 de setembre del 2010 a Tokyo davant de Daiki Kamikawa.
Format al París Judo, convertida en Lagardère París Racing, el campió segueix la seva formació des del 2009 al Levallois Sporting Club Judo.
Ha estat escollit millor esportista francès el 2012 i el 2016 pel diari L'Équipe.